# تور لنارتسون
تور لنارتسون (بالسويدية: Tore Lennartsson)‏ هو مدرب كرة قدم ولاعب كرة قدم سويدي في مركز الهجوم، ولد في 29 نوفمبر 1952 في السويد. لعب مع غيفلي ونادي أوربرو.